# 일본 프로 야구 최다 승리
일본 프로 야구에서 최다 승리(일본어: 最多勝利)는 투수 부문 타이틀 중의 하나이며 이 문서에서는 각 연도별 최다승을 기록한 투수들에 대해 설명한다.

## 연도별 최다 승리 투수

### 단일 리그 시대
| 연도      | 성명              | 소속              | 승수 |
| --------- | ----------------- | ----------------- | ---- |
| 1936 추계 | 사와무라 에이지   | 도쿄 교진군       | 13   |
| 1937 춘계 | 사와무라 에이지   | 도쿄 교진군       | 24   |
| 1937 추계 | 니시무라 유키오   | 오사카 타이거스   | 15   |
| 1937 추계 | 빅토르 스타루힌   | 도쿄 교진군       | 15   |
| 1937 추계 | 노구치 아키라     | 도쿄 세네터스     | 15   |
| 1938 춘계 | 빅토르 스타루힌   | 도쿄 교진군       | 14   |
| 1938 추계 | 빅토르 스타루힌   | 도쿄 교진군       | 19   |
| 1939      | 빅토르 스타루힌   | 도쿄 교진군       | 42   |
| 1940      | 스다 히로시       | 도쿄 교진군       | 38   |
| 1941      | 모리 고타로       | 한큐군            | 30   |
| 1942      | 노구치 지로       | 다이요군          | 40   |
| 1943      | 후지모토 히데오   | 도쿄 교진군       | 34   |
| 1944      | 와카바야시 다다시 | 한신군            | 22   |
| 1946      | 시라키 기이치로   | 세네터스          | 30   |
| 1947      | 벳쇼 아키라       | 난카이 호크스     | 30   |
| 1948      | 가와사키 도쿠지   | 요미우리 자이언츠 | 27   |
| 1948      | 나카오 히로시     | 요미우리 자이언츠 | 27   |
| 1949      | 빅토르 스타루힌   | 다이에이 스타스   | 27   |

### 양대 리그 시대
| 연도 | 센트럴 리그       | 센트럴 리그              | 센트럴 리그 | 퍼시픽 리그       | 퍼시픽 리그                | 퍼시픽 리그 |
| 연도 | 성명              | 소속                     | 승수        | 성명              | 소속                       | 승수        |
| ---- | ----------------- | ------------------------ | ----------- | ----------------- | -------------------------- | ----------- |
| 1950 | 사나다 시게오     | 쇼치쿠 로빈스            | 39          | 아라마키 아쓰시   | 마이니치 오리온스          | 26          |
| 1951 | 스기시타 시게루   | 나고야 드래건스          | 28          | 에토 다다시       | 난카이 호크스              | 24          |
| 1952 | 벳쇼 다케히코     | 요미우리 자이언츠        | 33          | 노구치 마사아키   | 니시테쓰 라이온스          | 23          |
| 1953 | 오토모 다쿠미     | 요미우리 자이언츠        | 27          | 가와사키 도쿠지   | 니시테쓰 라이온스          | 24          |
| 1954 | 스기시타 시게루   | 주니치 드래건스          | 32          | 다쿠와 모토지     | 난카이 호크스              | 26          |
| 1954 | 스기시타 시게루   | 주니치 드래건스          | 32          | 다나카 후미오     | 긴테쓰 펄스                | 26          |
| 1955 | 오토모 다쿠미     | 요미우리 자이언츠        | 30          | 다쿠와 모토지     | 난카이 호크스              | 24          |
| 1955 | 하세가와 료헤이   | 히로시마 카프            | 30          | 다쿠와 모토지     | 난카이 호크스              | 24          |
| 1956 | 벳쇼 다케히코     | 요미우리 자이언츠        | 27          | 미우라 마사요시   | 다이에이 스타스            | 29          |
| 1957 | 가네다 마사이치   | 고쿠테쓰 스왈로스        | 28          | 이나오 가즈히사   | 니시테쓰 라이온스          | 35          |
| 1958 | 가네다 마사이치   | 고쿠테쓰 스왈로스        | 31          | 이나오 가즈히사   | 니시테쓰 라이온스          | 33          |
| 1959 | 후지타 모토시     | 요미우리 자이언츠        | 27          | 스기우라 다다시   | 난카이 호크스              | 38          |
| 1960 | 호리모토 리쓰오   | 요미우리 자이언츠        | 29          | 오노 쇼이치       | 마이니치 다이에이 오리온스 | 33          |
| 1961 | 곤도 히로시       | 주니치 드래건스          | 35          | 이나오 가즈히사   | 니시테쓰 라이온스          | 42          |
| 1962 | 곤도 히로시       | 주니치 드래건스          | 30          | 구보 유키히로     | 긴테쓰 버펄로스            | 28          |
| 1963 | 가네다 마사이치   | 고쿠테쓰 스왈로스        | 30          | 이나오 가즈히사   | 니시테쓰 라이온스          | 28          |
| 1964 | 진 바크           | 한신 타이거스            | 29          | 고야마 마사아키   | 도쿄 오리온스              | 30          |
| 1965 | 무라야마 미노루   | 한신 타이거스            | 25          | 오자키 유키오     | 도에이 플라이어스          | 27          |
| 1966 | 무라야마 미노루   | 한신 타이거스            | 24          | 요네다 데쓰야     | 한큐 브레이브스            | 25          |
| 1967 | 오가와 겐타로     | 주니치 드래건스          | 29          | 이케나가 마사아키 | 니시테쓰 라이온스          | 23          |
| 1968 | 에나쓰 유타카     | 한신 타이거스            | 25          | 미나가와 무쓰오   | 난카이 호크스              | 31          |
| 1969 | 다카하시 가즈미   | 요미우리 자이언츠        | 22          | 스즈키 게이시     | 긴테쓰 버펄로스            | 24          |
| 1970 | 히라마쓰 마사지   | 다이요 웨일스            | 25          | 나리타 후미오     | 롯데 오리온스              | 25          |
| 1971 | 히라마쓰 마사지   | 다이요 웨일스            | 17          | 기타루 마사아키   | 롯데 오리온스              | 24          |
| 1972 | 호리우치 쓰네오   | 요미우리 자이언츠        | 26          | 야마다 히사시     | 한큐 브레이브스            | 20          |
| 1972 | 호리우치 쓰네오   | 요미우리 자이언츠        | 26          | 가네다 도메히로   | 도에이 플라이어스          | 20          |
| 1973 | 에나쓰 유타카     | 한신 타이거스            | 24          | 나리타 후미오     | 롯데 오리온스              | 21          |
| 1974 | 마쓰모토 유키쓰라 | 주니치 드래건스          | 20          | 가네다 도메히로   | 롯데 오리온스              | 16          |
| 1974 | 가네시로 모토야스 | 히로시마 도요 카프       | 20          | 가네다 도메히로   | 롯데 오리온스              | 16          |
| 1975 | 소토코바 요시로   | 히로시마 도요 카프       | 20          | 히가시오 오사무   | 다이헤이요 클럽 라이온스   | 23          |
| 1976 | 이케가야 고지로   | 히로시마 도요 카프       | 20          | 야마다 히사시     | 한큐 브레이브스            | 26          |
| 1977 | 다카하시 사토시   | 히로시마 도요 카프       | 20          | 스즈키 게이시     | 긴테쓰 버펄로스            | 20          |
| 1978 | 노무라 오사무     | 요코하마 다이요 웨일스   | 17          | 스즈키 게이시     | 긴테쓰 버펄로스            | 25          |
| 1979 | 고바야시 시게루   | 한신 타이거스            | 22          | 야마다 히사시     | 한큐 브레이브스            | 21          |
| 1980 | 에가와 스구루     | 요미우리 자이언츠        | 16          | 기다 이사무       | 닛폰햄 파이터스            | 22          |
| 1981 | 에가와 스구루     | 요미우리 자이언츠        | 20          | 이마이 유타로     | 한큐 브레이브스            | 19          |
| 1981 | 에가와 스구루     | 요미우리 자이언츠        | 20          | 무라타 조지       | 롯데 오리온스              | 19          |
| 1982 | 기타벳푸 마나부   | 히로시마 도요 카프       | 20          | 구도 미키오       | 닛폰햄 파이터스            | 20          |
| 1983 | 엔도 가즈히코     | 요코하마 다이요 웨일스   | 18          | 히가시오 오사무   | 세이부 라이온스            | 18          |
| 1983 | 엔도 가즈히코     | 요코하마 다이요 웨일스   | 18          | 야마우치 가즈히로 | 난카이 호크스              | 18          |
| 1984 | 엔도 가즈히코     | 요코하마 다이요 웨일스   | 17          | 이마이 유타로     | 한큐 브레이브스            | 21          |
| 1985 | 고마쓰 다쓰오     | 주니치 드래건스          | 17          | 사토 요시노리     | 한큐 브레이브스            | 21          |
| 1986 | 기타벳푸 마나부   | 히로시마 도요 카프       | 18          | 와타나베 히사노부 | 세이부 라이온스            | 16          |
| 1987 | 고마쓰 다쓰오     | 주니치 드래건스          | 17          | 야마오키 유키히코 | 한큐 브레이브스            | 19          |
| 1988 | 오노 가즈유키     | 주니치 드래건스          | 18          | 와타나베 히사노부 | 세이부 라이온스            | 15          |
| 1988 | 이토 아키미쓰     | 야쿠르트 스왈로스        | 18          | 니시자키 유키히로 | 닛폰햄 파이터스            | 15          |
| 1988 | 이토 아키미쓰     | 야쿠르트 스왈로스        | 18          | 마쓰우라 히로아키 | 닛폰햄 파이터스            | 15          |
| 1989 | 사이토 마사키     | 요미우리 자이언츠        | 20          | 아와노 히데유키   | 긴테쓰 버펄로스            | 19          |
| 1989 | 니시모토 다카시   | 주니치 드래건스          | 20          | 아와노 히데유키   | 긴테쓰 버펄로스            | 19          |
| 1990 | 사이토 마사키     | 요미우리 자이언츠        | 20          | 와타나베 히사노부 | 세이부 라이온스            | 18          |
| 1990 | 사이토 마사키     | 요미우리 자이언츠        | 20          | 노모 히데오       | 긴테쓰 버펄로스            | 18          |
| 1991 | 사사오카 신지     | 히로시마 도요 카프       | 17          | 노모 히데오       | 긴테쓰 버펄로스            | 17          |
| 1992 | 사이토 마사키     | 요미우리 자이언츠        | 17          | 노모 히데오       | 긴테쓰 버펄로스            | 18          |
| 1993 | 이마나카 신지     | 주니치 드래건스          | 17          | 노다 고지         | 오릭스 블루웨이브          | 17          |
| 1993 | 야마모토 마사히로 | 주니치 드래건스          | 17          | 노모 히데오       | 긴테쓰 버펄로스            | 17          |
| 1993 | 노무라 히로키     | 요코하마 베이스타스      | 17          | 노모 히데오       | 긴테쓰 버펄로스            | 17          |
| 1994 | 야마모토 마사히로 | 주니치 드래건스          | 19          | 이라부 히데키     | 지바 롯데 마린스           | 15          |
| 1995 | 사이토 마사키     | 요미우리 자이언츠        | 18          | 킵 그로스         | 닛폰햄 파이터스            | 16          |
| 1996 | 사이토 마사키     | 요미우리 자이언츠        | 16          | 킵 그로스         | 닛폰햄 파이터스            | 17          |
| 1996 | 발비노 갈베스     | 요미우리 자이언츠        | 16          | 킵 그로스         | 닛폰햄 파이터스            | 17          |
| 1997 | 야마모토 마사     | 주니치 드래건스          | 18          | 니시구치 후미야   | 세이부 라이온스            | 15          |
| 1997 | 야마모토 마사     | 주니치 드래건스          | 18          | 고이케 히데오     | 긴테쓰 버펄로스            | 15          |
| 1998 | 가와사키 겐지로   | 야쿠르트 스왈로스        | 17          | 니시구치 후미야   | 세이부 라이온스            | 13          |
| 1998 | 가와사키 겐지로   | 야쿠르트 스왈로스        | 17          | 다케다 가즈히로   | 후쿠오카 다이에 호크스     | 13          |
| 1998 | 가와사키 겐지로   | 야쿠르트 스왈로스        | 17          | 구로키 도모히로   | 지바 롯데 마린스           | 13          |
| 1999 | 우에하라 고지     | 요미우리 자이언츠        | 20          | 마쓰자카 다이스케 | 세이부 라이온스            | 16          |
| 2000 | 멜빈 번치         | 주니치 드래건스          | 14          | 마쓰자카 다이스케 | 세이부 라이온스            | 14          |
| 2001 | 후지이 슈고       | 야쿠르트 스왈로스        | 14          | 마쓰자카 다이스케 | 세이부 라이온스            | 15          |
| 2002 | 우에하라 고지     | 요미우리 자이언츠        | 17          | 제레미 파웰       | 오사카 긴테쓰 버펄로스     | 17          |
| 2002 | 케빈 호지스       | 야쿠르트 스왈로스        | 17          | 제레미 파웰       | 오사카 긴테쓰 버펄로스     | 17          |
| 2003 | 이가와 게이       | 한신 타이거스            | 20          | 사이토 가즈미     | 후쿠오카 다이에 호크스     | 20          |
| 2004 | 가와카미 겐신     | 주니치 드래건스          | 17          | 이와쿠마 히사시   | 오사카 긴테쓰 버펄로스     | 15          |
| 2005 | 시모야나기 쓰요시 | 한신 타이거스            | 15          | 스기우치 도시야   | 후쿠오카 소프트뱅크 호크스 | 18          |
| 2005 | 구로다 히로키     | 히로시마 도요 카프       | 15          | 스기우치 도시야   | 후쿠오카 소프트뱅크 호크스 | 18          |
| 2006 | 가와카미 겐신     | 주니치 드래건스          | 17          | 사이토 가즈미     | 후쿠오카 소프트뱅크 호크스 | 18          |
| 2007 | 세스 그레이싱어   | 도쿄 야쿠르트 스왈로스   | 16          | 와쿠이 히데아키   | 세이부 라이온스            | 17          |
| 2008 | 세스 그레이싱어   | 요미우리 자이언츠        | 17          | 이와쿠마 히사시   | 도호쿠 라쿠텐 골든이글스   | 21          |
| 2009 | 요시미 가즈키     | 주니치 드래건스          | 16          | 와쿠이 히데아키   | 사이타마 세이부 라이온스   | 16          |
| 2009 | 다테야마 쇼헤이   | 도쿄 야쿠르트 스왈로스   | 16          | 와쿠이 히데아키   | 사이타마 세이부 라이온스   | 16          |
| 2010 | 마에다 겐타       | 히로시마 도요 카프       | 15          | 와다 쓰요시       | 후쿠오카 소프트뱅크 호크스 | 17          |
| 2010 | 마에다 겐타       | 히로시마 도요 카프       | 15          | 가네코 지히로     | 오릭스 버펄로스            | 17          |
| 2011 | 요시미 가즈키     | 주니치 드래건스          | 18          | 다나카 마사히로   | 도호쿠 라쿠텐 골든이글스   | 19          |
| 2011 | 우쓰미 데쓰야     | 요미우리 자이언츠        | 18          | D. J. 홀튼        | 후쿠오카 소프트뱅크 호크스 | 19          |
| 2012 | 우쓰미 데쓰야     | 요미우리 자이언츠        | 15          | 셋쓰 다다시       | 후쿠오카 소프트뱅크 호크스 | 17          |
| 2013 | 오가와 야스히로   | 도쿄 야쿠르트 스왈로스   | 16          | 다나카 마사히로   | 도호쿠 라쿠텐 골든이글스   | 24          |
| 2014 | 랜디 메신저       | 한신 타이거스            | 13          | 가네코 지히로     | 오릭스 버펄로스            | 16          |
| 2014 | 야마이 다이스케   | 주니치 드래건스          | 13          | 가네코 지히로     | 오릭스 버펄로스            | 16          |
| 2015 | 마에다 겐타       | 히로시마 도요 카프       | 15          | 오타니 쇼헤이     | 홋카이도 닛폰햄 파이터스   | 15          |
| 2015 | 마에다 겐타       | 히로시마 도요 카프       | 15          | 와쿠이 히데아키   | 지바 롯데 마린스           | 15          |
| 2016 | 노무라 유스케     | 히로시마 도요 카프       | 16          | 와다 쓰요시       | 후쿠오카 소프트뱅크 호크스 | 15          |
| 2017 | 스가노 도모유키   | 요미우리 자이언츠        | 17          | 기쿠치 유세이     | 사이타마 세이부 라이온스   | 16          |
| 2017 | 스가노 도모유키   | 요미우리 자이언츠        | 17          | 히가시하마 나오   | 후쿠오카 소프트뱅크 호크스 | 16          |
| 2018 | 오세라 다이치     | 히로시마 도요 카프       | 15          | 다와타 신사부로   | 사이타마 세이부 라이온스   | 16          |
| 2018 | 스가노 도모유키   | 요미우리 자이언츠        | 15          | 다와타 신사부로   | 사이타마 세이부 라이온스   | 16          |
| 2019 | 야마구치 슌       | 요미우리 자이언츠        | 15          | 아리하라 고헤이   | 홋카이도 닛폰햄 파이터스   | 15          |
| 2020 | 스가노 도모유키   | 요미우리 자이언츠        | 14          | 센가 고다이       | 후쿠오카 소프트뱅크 호크스 | 11          |
| 2020 | 스가노 도모유키   | 요미우리 자이언츠        | 14          | 이시카와 슈타     | 후쿠오카 소프트뱅크 호크스 | 11          |
| 2020 | 스가노 도모유키   | 요미우리 자이언츠        | 14          | 와쿠이 히데아키   | 도호쿠 라쿠텐 골든이글스   | 11          |
| 2021 | 아오야기 고요     | 한신 타이거스            | 13          | 야마모토 요시노부 | 오릭스 버펄로스            | 18          |
| 2021 | 구리 아렌         | 히로시마 도요 카프       | 13          | 야마모토 요시노부 | 오릭스 버펄로스            | 18          |
| 2022 | 아오야기 고요     | 한신 타이거스            | 13          | 야마모토 요시노부 | 오릭스 버펄로스            | 15          |
| 2023 | 아즈마 가쓰키     | 요코하마 DeNA 베이스타스 | 16          | 야마모토 요시노부 | 오릭스 버펄로스            | 16          |
| 2024 | 스가노 도모유키   | 요미우리 자이언츠        | 15          | 이토 히로미       | 홋카이도 닛폰햄 파이터스   | 14          |
| 2024 | 스가노 도모유키   | 요미우리 자이언츠        | 15          | 아리하라 고헤이   | 후쿠오카 소프트뱅크 호크스 | 14          |

- 굵은 글씨는 리그 기록.
- 붉은색 글씨는 NPB 역대 최고 성적

## 주요 기록

### 여러 차례 수상자
- 굵은 글씨: 현역 선수
- 해당 항목 기준은 3회 이상

| 선수                              | 횟 수 | 연도                                              |
| --------------------------------- | ----- | ------------------------------------------------- |
| 빅토르 스타루힌 (스다 히로시)     | 6     | 1937 추계, 1938 춘계, 1938 추계, 1939, 1940, 1949 |
| 사이토 마사키                     | 5     | 1989, 1990, 1992, 1995, 1996                      |
| 이나오 가즈히사                   | 4     | 1957, 1958, 1961, 1963                            |
| 노모 히데오                       | 4     | 1990, 1991, 1992, 1993                            |
| 와쿠이 히데아키                   | 4     | 2007, 2009, 2015, 2020                            |
| 가네다 마사이치                   | 3     | 1957, 1958, 1963                                  |
| 스즈키 게이시                     | 3     | 1969, 1977, 1978                                  |
| 야마다 히사시                     | 3     | 1972, 1976, 1979                                  |
| 와타나베 히사노부                 | 3     | 1986, 1988, 1990                                  |
| 야마모토 마사 (야마모토 마사히로) | 3     | 1993, 1994, 1997                                  |
| 마쓰자카 다이스케                 | 3     | 1999, 2000, 2001                                  |
| 스가노 도모유키                   | 3     | 2017, 2018, 2020                                  |
| 야마모토 요시노부                 | 3     | 2021, 2022, 2023                                  |

### 그 외의 기록
- 승리수에 관한 기록
  - 센트럴 리그 최다 승리 : 39승 → 사나다 시게오(1950년)
  - 퍼시픽 리그 최다 승리 : 42승 → 이나오 가즈히사(1961년)
    - 단일 리그 시대를 포함할 경우 빅토르 스타루힌의 42승(1939년)

  - 센트럴 리그 최소 승리 : 13승 → 랜디 메신저·야마이 다이스케(2014년), 아오야기 고요·구리 아렌(2021년), 아오야기 고요(2022년)
  - 퍼시픽 리그 최소 승리 : 11승 → 센가 고다이·이시카와 슈타·와쿠이 히데아키(2020년)

## 같이 보기
- 승리 투수